# Papiermühle Sinsleben
Die Papiermühle Sinsleben ist eine ehemalige Mühle an der Selke im Ermslebener Ortsteil Sinsleben.

## Geschichte
Die Wassermühle gelangte 1838 in den Besitz von Friedrich Wilhelm Keferstein (* 1785), einem Cousin von Christian Keferstein. 1846 wurde die Mahlmühle zur Papiermühle umgebaut. 1912 bis 1924 gehörte die Mühle zu den Kartonpapierfabriken Groß Särchen. 1931 wurden die letzten Anlagen verkauft. Die Papiermühle wurde nach dem Zweiten Weltkrieg in der Sowjetischen Besatzungszone zu einem Mineralmahlwerk umgewandelt, dort wurden Schleifscheibenreste aus der ganzen DDR angeliefert und recycelt. Auf dem Gelände auf der anderen Seite der Selke entstand ein Betonformteilewerk. Das Mineralmahlwerk hat aufgrund der Recyclingtechnik den Mauerfall überstanden. Dort werden auch weiterhin Schleifscheiben recycelt, aber auch Strahl- und Schneidsände aus aller Welt verkauft.
Seit 2004 gehört die Mineralmahlwerk GmbH zu der börsennotierten WGI Heavy Minerals Incorporated, die ihren Sitz in Amerika hat. Zu dieser Gruppe gehören auch ein Steinbruch in Emerald Creek und die Firma International Waterjet Parts Inc.